# Silicularia pedunculata
Silicularia pedunculata is een hydroïdpoliep uit de familie Campanulariidae. De poliep komt uit het geslacht Silicularia. Silicularia pedunculata werd in 1904 voor het eerst wetenschappelijk beschreven door Elof Jäderholm.
De soort werd gevonden in de Zuidelijke Shetlandeilanden tijdens de Zweedse Antarctica-expeditie van 1901-1903.